# Microsoft Developer Network

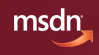
Logo

Microsoft Developer Network (MSDN) is een informatiedienst van het bedrijf Microsoft. Het is een verzameling informatie en ondersteuning die het bedrijf Microsoft biedt aan de ontwikkelaars die met Microsoftproducten werken. Sommige software en informatie is gratis verkrijgbaar, andere is enkel verkrijgbaar met een abonnement. De bedoeling is dat ontwikkelaars toepassingen kunnen maken voor Microsoftproducten, zelfs vóór die producten op de markt verkrijgbaar zijn.
Afhankelijk van het soort abonnement worden er alfa- of bètaversies van Microsoft-software aangeboden, waaronder Windows, Microsoft Office en Visual Studio.